# عروسی زرتشتیان

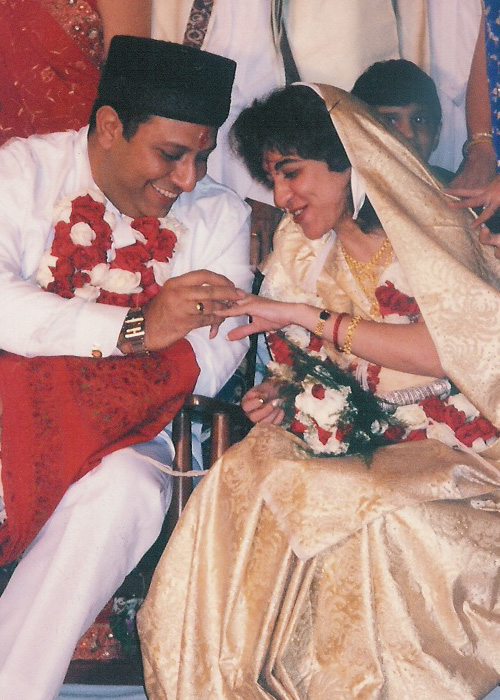
عروسی زرتشتی (تعویض حلقه‌ها)

مراسم ازدواج زرتشتیان یک مراسم مذهبی در آیین زرتشتی است که در آن دو نفر، یک مرد و یک زن با هم متحد می شوند. در دین زرتشت، اشخاص را به ازدواج تشویق می‌کند.

## قبل از مراسم

### سن
سن مردان و زنان برای ازدواج در اوستا ۱۵ سالگی می‌باشد. با این حال در آمارگیری سال ۱۹۳۶ در هندوستان مردان زرتشتی با میانگین ۲۱ سال و زنان با ۱۸ سال است 

### تنظیم ازدواج
به طور سنتی ازدواج توسط پدر و مادر برنامه‌ریزی و با رضایت از فرزندان مرتب می‌شود.